# PowerSlave
PowerSlave, tambem conhecido como Exhumed na Europa e Seireki 1999: Pharaoh no Fukkatsu no japão, é um jogo eletrônico do gênero tiro em primeira pessoa produzido pela Lobotomy Software e publicado pela Playmates Interactive Entertainment. Foi lançado nos Estados Unidos, Japão e Europa para Sega Saturn, PlayStation e DOS.
No dia 24 de Maio de 2015, foi lançada a primeira versão do port não-oficial da versão de PS1 para Windows. O port foi inteiramente desenvolvido pelo programador e designer Samuel Villarreal.,O port oficial para o PC, Powerslave: Exhumed, foi anunciado em 14 de agosto de 2021 e lançado em 10 de fevereiro de 2022.

## Sinopse
PowerSlave se passa no antigo Egito na cidade de Carnaque, uma cidade que foi tomada por forças desconhecidas. Um grupo de operações especias é enviado para o vale de Carnaque para saber o motivo deste problema. Porém, durante a jornada, o helicóptero do protagonista é atingido, mas este consegue escapar da morte. O protagonista é enviado para o vale para a salvação de Carnaque e do mundo. O jogador irá se deparar com múmias, soldados anúbis,escorpiões e demônios.O objetivo do jogador é derrotar Ramessés, múmia que possui o controle de todos estes demônios.

## Armas
- Machete: Arma Branca
- Revolver: Arma de Fogo
- M60: Arma de Fogo
- Minas de Amon: Granadas
- Lança-Chamas: Arma para Combate Fechado
- Bastão de Cobra: Atira um tipo de Míssil
- O Anel de Rá: Lança Bolas de Fogo (apenas na versão para Saturn e Playstation)
- O Manacle Sagrado: Dispara Relâmpagos Azuis